# Stephen Lord
Stephen Lord (Salford, 1º ottobre 1972) è un attore britannico.

## Biografia
Sposato dal 31 dicembre con l'attrice irlandese Elaine Cassidy, ha due figli: Kira Lord Cassidy, nata il 16 settembre 2009 e Lynott Lord Cassidy, nato il 23 gennaio 2013.

## Filmografia

### Cinema
- Piovono pietre (Raining Stones), regia di Ken Loach (1993)
- Dredd - La legge sono io (Judge Dredd), regia di Danny Cannon (1995)
- Fast Food (Home Fries), regia di Dean Parisot (1999)
- South West 9, regia di Richard Parry (2001)
- Al's Lads, regia di Richard Standeven (2002)
- Octane, regia di Marcus Adams (2003)
- LD 50 Lethal Dose, regia di Simon De Silva (2003)
- The Tell-Tale Heart, regia di Stephanie Sinclaire (2004) (cortometraggio)
- Frozen, regia di Juliet McKoen (2005)
- The Truth, regia di George Milton (2006)
- Until Death, regia di Simon Fellows (2007)
- The Shepherd - Pattuglia di confine (The Shepherd: Border Patrol), regia di Isaac Florentine (2008)
- Kill Kill Faster Faster, regia di Gareth Maxwell Roberts (2008)
- Reverb, regia di Eitan Arrusi (2008)
- L'altra verità (Route Irish), regia di  Ken Loach (2010)
- Desperate Measures, regia di Steve Looker (2011)
- The Violators, regia di Helen Walsh (2015)
- Legend, regia di Brian Helgeland (2015)

### Televisione
- Metropolitan Police (The Bill) – serie TV, episodio 8x73 (1992)
- Heartbeat – serie TV, episodio 2x04 (1993)
- Screen One – serie TV, episodio 5x08 (1993)
- Luv – serie TV, 16 episodi (1993-1994)
- Into the Fire – miniserie TV, episodi 1-2-3 (1996)
- Testament: The Bible in Animation – serie TV, episodio 1x08 (1996)
- Giving Tongue – film TV (1996)
- Common As Muck – serie TV, 12 episodi (1994-1997)
- City Central – serie TV, 20 episodi (1998-1999)
- Real Men – film TV (2003)
- Sea of Souls – serie TV, episodio 3x01 (2006)
- EastEnders – serial TV, 93 puntate (2007-2008)
- Doctor Hoo – serie TV (2009)
- Casualty – serie TV, 11 episodi (2010-2011)
- PhoneShop – serie TV, episodio 2x03 (2011)
- Comedy Showcase – serie TV, episodio 3x06 (2012)
- Shameless – serie TV, 18 episodi (2012-2013)
- Penny Dreadful – serie TV, 6 episodi (2014-2015)
- Marcella – serie TV, 4 episodi (2016)
- Frontiera (Frontier) – serie TV, episodi 1x01-1x02 (2016)
- C'era una volta (Once Upon a Time) – serie TV, episodi 3x08-3x11-6x19 (2013-2017)

## Doppiatori italiani
Nelle versioni in italiano delle opere in cui ha recitato, Stephen Lord è stato doppiato da:
- Daniele Barcaroli in Until Death
- Fabrizio Manfredi in The Shepherd - Pattuglia di confine
- Marco Mete in C'era una volta (ep. 3x08, 3x11)
- Pierluigi Astore in C'era una volta (ep. 6x19)
- Luigi Ferraro in Penny Dreadful
- Alberto Angrisano in Legend
- Alberto Bognanni in Marcella
- Roberto Stocchi in Frontiera